# Dancing (Elisa-album)
Dancing is het vierde compilatiealbum van de Italiaanse singer-songwriter Elisa, uitgebracht in 2008.

## Achtergrondinformatie
Het album werd speciaal samengesteld voor de Amerikaanse en Canadese markt, na het succes van het lied Dancing, dat twee keer gebruikt werd in de Amerikaanse editie van de danswedstrijd So You Think You Can Dance (in 2006 en 2007). Het enige nieuwe nummer in dit album is een kortere versie van Dancing.

## Nummers
| Nr. | Titel                            | Schrijver(s)  | Origineel album    | Duur |
| --- | -------------------------------- | ------------- | ------------------ | ---- |
| 1.  | The Waves                        | Elisa Toffoli | Pearl Days         | 4:20 |
| 2.  | Dancing                          | Toffoli       | Then Comes The Sun | 5:36 |
| 3.  | Stranger                         | Toffoli       | Then Comes The Sun | 3:54 |
| 4.  | Broken                           | Toffoli       | Lotus              | 4:20 |
| 5.  | A Little Over Zero               | Toffoli       | Then Comes The Sun | 5:00 |
| 6.  | City Lights                      | Toffoli       | Pearl Days         | 3:53 |
| 7.  | Rainbow                          | Toffoli       | Then Comes The Sun | 4:59 |
| 8.  | Rock Your Soul                   | Toffoli       | Then Comes The Sun | 5:01 |
| 9.  | Life Goes On                     | Toffoli       | Pearl Days         | 5:15 |
| 10. | Electricity                      | Toffoli       | Lotus              | 4:10 |
| 11. | Yashal                           | Toffoli       | Lotus              | 5:28 |
| 12. | Hallelujah (Leonard Cohen cover) | Leonard Cohen | Lotus              | 3:37 |
| 13. | Dancing (Edit)                   | Toffoli       | -                  | 3:37 |

iTunes Verenigde Staten editie
| Nr. | Titel                                  | Schrijver(s)                 | Origineel album | Duur |
| --- | -------------------------------------- | ---------------------------- | --------------- | ---- |
| 14. | Wild Horses (The Rolling Stones cover) | Mick Jagger • Keith Richards | Caterpillar     | 7:26 |

Canada editie
| Nr. | Titel                   | Schrijver(s) | Origineel album                                   | Duur |
| --- | ----------------------- | ------------ | ------------------------------------------------- | ---- |
| 14. | Stay                    | Toffoli      | Soundtrack '96 - '06: Greatest Hits / Caterpillar | 3:59 |
| 15. | Una poesia anche per te | Toffoli      | Pearl Days                                        | 5:14 |
| 16. | Qualcosa che non c'è    | Toffoli      | Soundtrack '96 - '06: Greatest Hits               | 4:39 |